# Dimorphanthera myzomelae
Dimorphanthera myzomelae är en ljungväxtart som beskrevs av J. J. Smith. Dimorphanthera myzomelae ingår i släktet Dimorphanthera och familjen ljungväxter. Inga underarter finns listade i Catalogue of Life.